# Jungle Commando
Il Jungle Commando fu un comando di guerriglia dei cimarroni che agì in Suriname. Fu comandato da Ronnie Brunswijk e combatté la Guerra civile del Suriname contro l'esercito comandato da Dési Bouterse negli anni '80. Arrivò a detenere il controllo su una grande area nell'est del paese.